# Ginger ale
Ginger ale là một loại nước ngọt có gas hương gừng. Loại "vàng" thì gần hơn với nguồn gốc là từ bia gừng, và được ghi công sáng tạo cho bác sĩ người Mỹ Thomas Cantrell. Loại "khô" (còn gọi là loại "nhạt") có màu và vị nhạt hơn được sáng tạo bởi một người Canada tên là John McLaughlin.

## Lịch sử
Bác sĩ Thomas Cantrell, một dược sĩ và bác sĩ phẫu thuật người Mỹ, được cho là đã sáng tạo ra ginger ale tại Belfast, Bắc Ireland và giới thiệu nó cho các nhà sản xuất nước giải khát địa phương là Grattan và Company. Grattan nhấn mạnh slogan "The Original Makers of Ginger Ale" (Người sáng tạo ra Ginger Ale) trên các chai ginger ale của hãng. Chúng là loại Ginger Ale "vàng", màu sẫm, vị ngọt, mùi gừng mạnh. Đây là phiên bản có trước và nó có từ ít đến không có khác biệt với bia gừng không cồn. Như vậy, Ginger Ale "vàng" và bia gừng về cơ bản là một trừ một khác biệt chính: Ginger Ale "vàng" trong còn bia gừng thì đục và vị mạnh hơn. Ginger Ale "vàng" thường dùng dưới dạng nước có gas và là thức uống thay thế cho bia gừng. Nó không dùng để pha như loại "khô". Ginger Ale "khô" thường dùng như nước thay thế soda, nhất là khi pha với rượu.

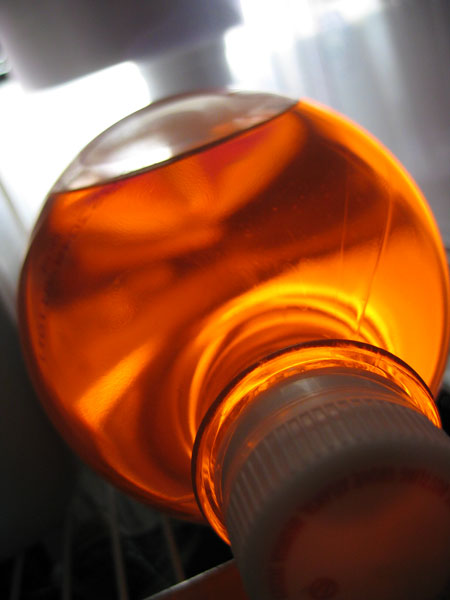
Ginger Ale Dâu rừng

Ginger Ale "khô" là phát minh của Canada, được tạo ra bởi John McLaughlin, một nhà hóa học và dược sĩ. Đã có xí nghiệp đóng soda năm 1890, McLaughlin bắt đầu phát triển các hương liệu để cho vào nước năm 1904. Năm đó, ông giới thiệu "Pale Dry Ginger Ale," một thức uống có cồn có bọt được cấp giấy phép độc quyền năm 1907 dưới tên "Canada Dry Ginger Ale." Là một sự thành công nhanh chóng, ginger ale "khô" nhanh chóng chiếm thị phần của loại "vàng". Ngày nay loại "vàng" không phổ biến, mang tính vùng miền như trường hợp của nhãn hiệu Vernors. Ngược lại, loại "khô" được sản xuất quy mô lớn trên toàn cầu. Dùng như nước pha rượu, Ginger Ale "khô" là thành phần thiết yếu trong quầy bar, trên máy bay hay siêu thị.

### Nguyên liệu
Ginger ale thường chứa nước bão hòa CO2, đường kính hoặc đường HFCS và hương gừng nhân tạo. Thành phần gừng thường ghi trên bao bì là theo cách chung chung là "natural aroma" (vị tự nhiên) hay "natural flavoring" (hương liệu tự nhiên), để giữ bí mật cho một hỗn hợp độc quyền phức tạp của gia vị, trái cây và các hương liệu khác. Chanh vàng, chanh xanh và đường mía là các nguyên liệu thường dùng. Dứa và mật ong cũng thi thoảng dùng. Ginger ale có thể chứa nấm men vì được lên men tự nhiên để tạo bọt gas.
Đa số ginger ale sản xuất tại Mỹ dùng đường HFCS để tạo ngọt.

## Công dụng
Ginger ale, giống như các sản phẩm từ gừng khác, thường dùng như thuốc tại gia giúp giảm khó tiêu và say tàu xe, giảm ho và đau họng. Các nghiên cứu về hiệu quả thật sự của nó trong việc chống nôn cho kết quả khá tranh cãi, với nhiều kết quả cho thấy chiết xuất gừng sẽ làm giảm triệu chứng buồn nôn.
Ginger Ale thường dùng pha chế,đặc biệt là các món uống không cồn và rượu punch, và thường dùng như thành phần bổ trợ không cồn cho rượu champagne hay bia, vì nó giống về hình thức. Ginger ale có thể pha với hầu hết rượu mạnh, bia và rượu trong nhiều công thức pha chế. Tại Jamaica, một cách uống ginger ale thông dụng là trộn với bia Red Stripe; gọi là Shandy Gaff.

## Biến thể
Ginger ale "khô" cũng có dạng hương bạc hà. Các loại ginger ale bạc hà thường được nhuộm màu xanh lá. Gần đây, Canada Dry đã cho ra đời dòng sản phẩm ginger ale trà xanh. Trong một số máy bán hàng tự động ở Nhật Bản, Canada Dry cũng bán ginger ale hâm nóng, dù được hâm nóng nhưng vẫn giữ được bọt gas.

## Nhà sản xuất

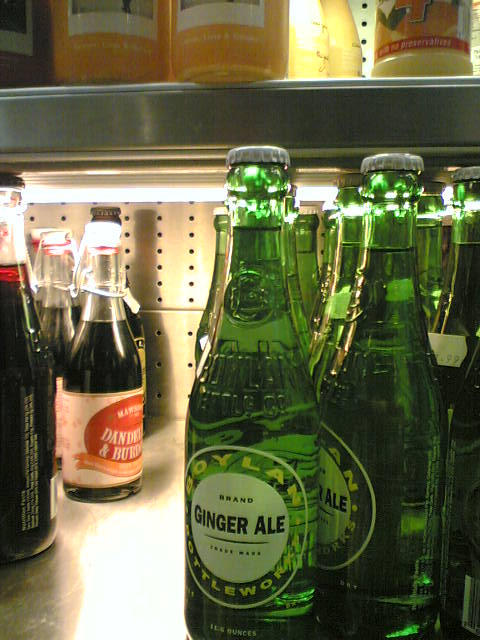
Ginger ale đóng chai

Vernors, Blenheim, A-Treat, Bull's Head, Chelmsford, Buffalo Rock, Sussex và Red Rock là các hãng sản xuất ginger ale vàng nổi tiếng. Canada Dry, Schweppes, và Seagram's là các hãng sản xuất ginger ale khô nổi tiếng.

### Bắc Mỹ
Các nhãn hiệu ở Bắc Mỹ bao gồm: Canada Dry, Bull's Head, Canfield's, Bruce Cost Fresh Ginger Ginger Ale, Hansen Natural, Vernors, Seagram's, Seaman's (sáp nhập vào PepsiCo và đã ngừng sản xuất), Schweppes, Sussex, Buffalo Rock, Boylan Bottling Company, Polar Beverages, Ale-8-One, Blenheim, Foxon Park, Fitz's, Sprecher, Vally, Market Basket/Chelmsford, Red Rock, Reed's Ginger Brew, Thomas Kemper, Blaze (sản xuất bởi Pipeline Brands), Chek (River of Dreams), Shasta, Northern Neck, và Sussex Golden Ginger Ale.
Vernors là loại ginger ale vàng ướp hương, trữ ba năm trong thùng gỗ sồi trước khi đóng chai. Nó là loại nước ngọt Mỹ đầu tiên, ra đời năm 1866, mặc dầu được thiết kế dựa trên bia gừng Ai len nhập khẩu. Tại Detroit, Michigan, món Boston cooler được pha chế với kem vanilla và Vernors ginger ale.
Blenheim là loại ginger ale vàng tại South Carolina; không giống các loại khác, nó có nhiều loại với độ cay khác nhau: Old #3 Hot (Cay), #5 Not as Hot (ít cay), và #9 Diet (ăn kiêng).